# Épaves de la rade de Saint-Pierre

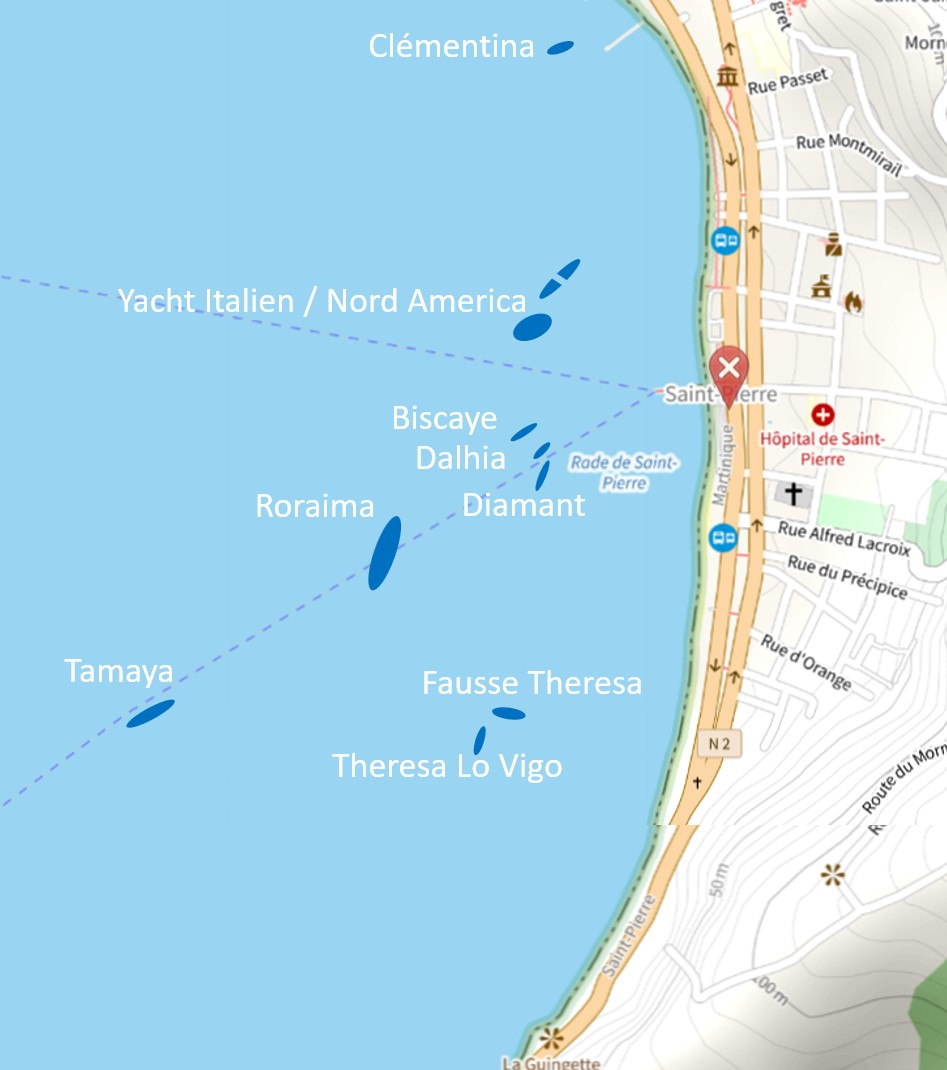
Localisation des épaves dans la baie de Saint-Pierre.

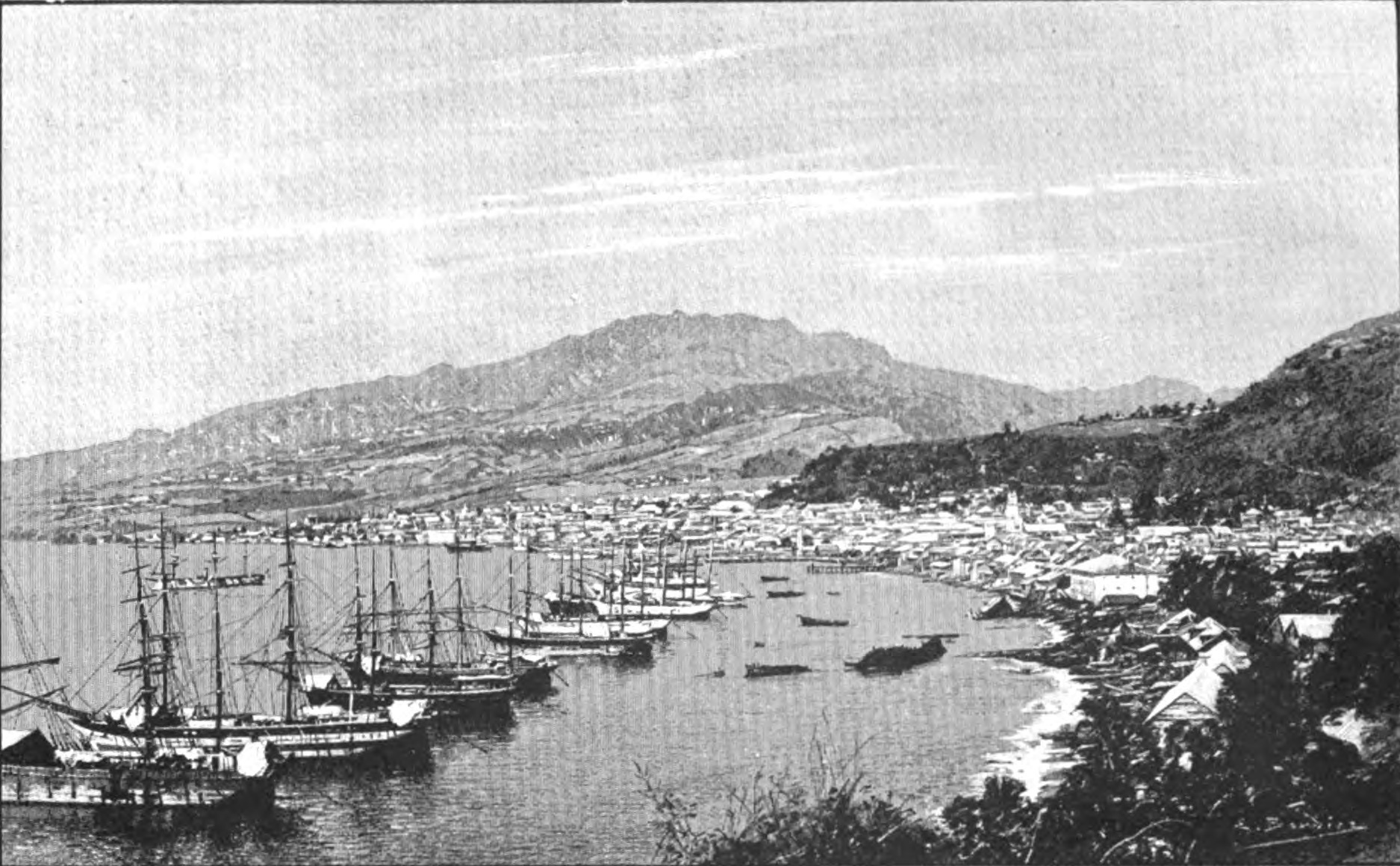
La ville de Saint-Pierre avant la catastrophe — Dessin de Boudier.

Les épaves de la rade de Saint-Pierre sont des bateaux qui ont tous, sauf le Dhalia, été coulés lors de l'éruption de la montagne Pelée le 8 mai 1902.
Lors de cette éruption, il a été estimé que 394 bateaux se trouvaient dans la baie de Saint-Pierre.
La disparition des archives de l'administration portuaire n'a pas permis de dresser une liste exhaustive des naufrages occasionnés par la catastrophe. Un bilan publié en 1904 a été établi sur la base de statistiques et de témoignages. Il a été établi par l'Établissement national des invalides de la marine. Il évalue au minimum les pertes françaises à 386 navires et embarcations, principalement des caboteurs et bateaux de pêche, 500 hommes d'équipage et 33 passagers. Les pertes étrangères sont à minima de 3 vapeurs long-courriers anglais avec 99 hommes d'équipage, 2 voiliers américains avec 20 hommes d'équipage, 3 voiliers longs-courriers italiens avec 28 hommes d'équipage et un passager,,. Comme la ville, les navires furent détruits en un instant, la majorité a pris feu et a été détruite corps et biens,,,.
Les pêcheurs connaissaient l'emplacement de certaines épaves. Elles bloquaient parfois leurs filets et se trouvaient dans des zones riches en poissons. Avec l'avènement de la plongée sous-marine dans les années 1970, les chasseurs d'épaves se lancent à la recherche des bateaux coulés. Michel Météry (en) et Jean Bally (en) sont connus pour être les principaux inventeurs de la plupart de ces épaves. Les découvertes ont commencé en février 1974. Les épaves ont toutes été déclarées en mai 1977 à la DRAC par Michel Météry et Jean Bally.
Ces épaves sont aujourd'hui des sites de plongée très attractifs et tous les clubs de plongée locaux organisent de nombreuses sorties sur ces sites. Le Roraima, par sa taille et sa qualité de conservation, est la plus emblématique de ces épaves. Le Tamaya est le plus mystérieux car il est trop profond pour la plongée à l'air. Le Grappler avec son « trésor » est toujours recherché.
Pour préserver ces atouts culturels et patrimoniaux de la Martinique, la ville de Saint-Pierre et l'État français ont pris la décision en 2012 de protéger les épaves restées dans la rade de Saint-Pierre.
Les épaves sont non seulement des sites archéologiques d'importance, mais aussi des lieux de mémoire des événements tragiques de l'éruption de 1902.

## Recherche archéologique
La rade de Saint-Pierre est aujourd'hui reconnue pour sa valeur archéologique importante. De par son statut historique de capitale de la Martinique et du grand nombre de bateaux qu'elle a accueilli en permanence, la rade conserve sous ses eaux de précieuses traces du passé.
L'Université des Antilles a organisé plusieurs campagnes de fouilles en collaboration avec le Groupe de Recherche en Archéologie Navale (GRAN), le Laboratoire d'Archéologie Médiévale et Moderne en Méditerranée (LA3M). Le Département des recherches sous-marines et archéologiques sous-marines (DRASSM) du ministère de la Culture a également mené des recherches pour réaliser des prospections, des inventaires et des études géophysiques du site.
Au cours de ses différentes campagnes, le GRAN a établi une liste détaillée des fragments et épaves de la baie de Saint-Pierre ainsi que dans toute la Martinique. Le Tamaya, Le Biscaye, le Roraima et le Diamant ont été identifiés définitivement. Les autres épaves ont une identification incertaine. En 2023, le projet ecoRoute,, co-financé par l'Union européenne est lancé en Martinique. Dans le nord martiniquais, sous l'égide de l'Association Archéologie Petites Antilles (AAPA), l'objectif est de valoriser les épaves de Saint-Pierre et de créer un produit touristique autour de ces dernières.

## Amélie, dans l'anse Turin
L'Amélie est un voilier trois-mâts nantais en acier de 48 mètres de long sister ship du Belem. Construit en 1890 dans le chantier naval Sevestre de Chantenay à la suite de la commande de l'Armateur Simon et Duteil de Nantes. Longueur ~50 m par ~8,50 m de largeur et 600 tonneaux. Parti de Marseille, il arrive fin avril 1902 à St-Pierre. Il avait une voie d’eau dans sa coque alors qu'il était au mouillage dans la rade de Saint-Pierre. L'équipage a lutté contre l'avarie pendant deux jours, avant que le bateau ne soit remorqué jusqu'à l'anse Turin par la vedette le Diamant pour y être réparé. Il a finalement coulé. Lors de ses recherches, le GRAN a découvert divers fragments, dont les restes d'un voilier en fer, fortement endommagé par la mer, près de la plage des Raisiniers,.
L'épave repose à 12 mètres de profondeur. Elle est accessible en snorkeling.

## Biscaye(ex-Gabrielle)

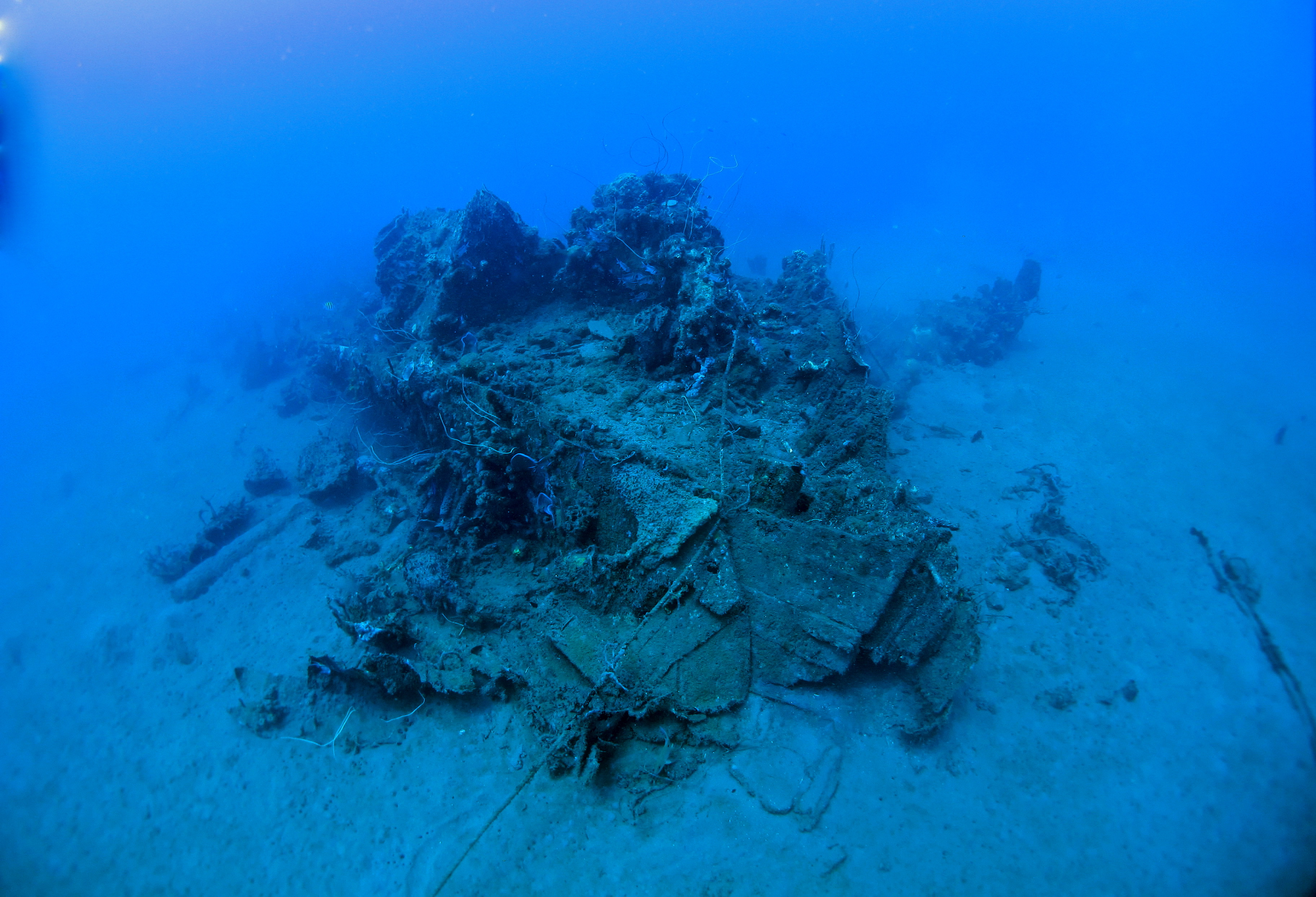
Le Biscaye en 2023.

Trois mâts, gréement goélette, construit en bois avec une coque doublée de plaques de cuivre. Il a été construit à Bilbao en 1878 par le chantier Mendiguren. Il mesurait 32 mètres de long sur 7 mètres de large. Précédemment nommé J.A.U. puis Guruchaga hijos.
Armé par la maison Vidart et Legasse de Bayonne à partir de 1895. Ce voilier assurait, sous le commandement du capitaine Jules Trévty avec huit hommes d'équipage, la liaison entre le golfe de Gascogne, la Martinique et Saint-Pierre-et-Miquelon pour le transport de morue et du sucre. Parti de Bordeaux le 17 février 1902, il atteint Saint-Pierre-et-Miquelon avant d'arriver à Saint-Pierre (Martinique) le 6 mai, avec une cargaison de 700 barils de morue. Le 8 mai 1902 il coule alors qu'il est au mouillage dans la baie de Saint-Pierre, à moins de 200 mètres du rivage, face à la place Bertin. Localisation 14° 44,373′ N, 61° 10,968′ O. Les fouilles archéologiques de l'épave ont révélé la présence de fûts de morue.
De par sa construction, il a probablement pris feu rapidement, à moins que le raz-de-marée suivant la nuée ardente ne l'ait fait chavirer et couler.
L'épave a fait l'objet des recherches dédiées du GRAN en 1994. Lors de leur plongée sous-marine, le rapport suivant a été réalisé :

« Cette coque de bateau doublée cuivre, située pratiquement dans l'axe du ponton est celle d'un voilier. Elle était connue sous le nom de Gabrielle par les plongeurs locaux.
Orientée E-W, l'avant vers l'est, elle repose sur une pente, l'avant sur 29 mètres, l'arrière sur 39 mètres, la carène mesure une quarantaine de mètres de long. Elle est couchée sur bâbord et l'on voit nettement, sur tribord, le rythme des membrures et les restes du bordé avec le doublage.
Le safran, métallique, qui est assez bien conservé, émerge d'un mètre du sable. Son épaisseur est de 24 cm au sommet, et sa largeur conservée de 60 cm. L'échancrure destinée à recevoir la penture supérieure mesure 17 cm de haut et se trouve 8 cm sous le haut conservé du safran. Le vaigrage mesure 7 cm d'épaisseur, les membrures 17 cm d'épaisseur et 30 cm de large, le bordé 10 cm de large.
Une ancre (A/016) d'à peu près 2 mètres de long se trouve au NE de l'avant à environ 20 mètres de l'épave. Elle est orientée E-W. Il est probable qu'elle appartienne à l'épave.
Michel Métery avait baptisée cette épave Gabrielle à cause de sa position qui lui semblait correspondre à la position de mouillage de la Gabrielle dans le livre de Lacroix. Mais les données des registres du Bureau Veritas indiquent que la Gabrielle qui a coulé à Saint-Pierre de l'armement Knight, mesurait 23 mètres de long, or cette épave en mesure 31. On peut donc être certain que cette épave n'est pas celle de la Gabrielle.
Trois éléments nous conduisent à identifier cette épave avec celle du navire le Biscaye :
- La longueur du navire.
- Le type de doublage.
- La cargaison de poisson.

Les données correspondantes de notre épave sont résumées ci-dessous :
29,10 m < Longueur conservée < 31,20 m ; doublage et chevillage en alliage de cuivre de couleur jaune. Lors du sondage de 1994, une cargaison de tonneaux contenant des squelettes de gadidés (poissons de la famille de la morue) a été découverte dans les fonds du navire.
Parmi les navires coulés à Saint-Pierre seul le Biscaye a une longueur correspondant à nos mesures. On peut estimer la longueur du Sacro Cuore et de la Teresa Lo Vigo à partir de celle du Nord America puisque leurs tonnages sont très proches. Le type de doublage employé pour le Biscaye semble également correspondre à celui de l'épave.
D'autre part aucun autre navire n'étant signalé comme chargé de poisson, on peut affirmer que l'épave FR/M/1/A/015 est bien celle du Biscaye de Bordeaux. »

## Clémentina
L'épave d'un voilier a une coque d'environ 20 mètres de long. C’était un caboteur construit localement. Cette épave a été victime de plusieurs pillages ou tentatives de pillages, ce qui a conduit la Direction des Antiquités à déposer plusieurs plaintes auprès de la gendarmerie. Certains objets ont été sauvés grâce à ces interventions. Non répertorié sur les documents du Service Hydrographique, l'épave est néanmoins bien connue des plongeurs locaux.
Caractéristiques de l'épave :
- Coque : En bois, doublée de cuivre sans cage d'hélice. Trace de chocs à l'avant[3].
- Position : La coque repose sur la quille, sur un talus recouvert de boue. L'arrière du bateau repose à 50 mètres de profondeur (49 mètres sur la vase au pied du gouvernail) et l'avant est à 40 mètres, donnant à l'axe du bateau un angle de 30° par rapport à l'horizontale (pente de 56 %). Cet axe est orienté à 116°.
- Dimensions : Longueur totale de la coque sans le safran : 20,6 mètres. Largeur conservée : 6,80 mètres.

Détails du safran : en métal, toujours en place et bien visible, il dépasse de 90 cm du vase. Sa largeur et de 75 cm au sommet, 87 cm au niveau du vase son épaisseur de 17 cm. La charnière supérieure de fixation du safran est toujours mobile sur son axe et porte toujours ses rivets de fixation d'un diamètre de 2 cm. Les parties en bois ont disparu, ne laissant que les charpentes métalliques. La partie conservée du gouvernail, étambot (31 cm) et contre-poteau (21 cm), ne présente aucune trace de cage d'hélice, indiquant qu'il s'agissait d'un voilier.
La forme est conservée par les plaques de cuivre du doublage, formant un moule creux de la coque. Sur les deux niveaux avant, le bois reste visible. L’échantillonnage des cadres de bordure 6 à 7 cm d'épaisseur, membrane 18 × 18 cm, doublure 6 cm d'épaisseur environ. Les plaques de doublage avant sont tordues, probablement à la suite d'un choc. La taille modeste du navire suggère une barge ou un caboteur.
Essences de bois : Les analyses ont révélé l'utilisation de trois essences de bois différentes : épicéa pour le revêtement, pin pour les charpentes, bouleau pour le bordé. Il n’a cependant pas été possible de déterminer l’essence exacte ni l’origine du bois, qui pourrait provenir d’Europe ou d’Amérique.
Une lanterne portuaire dégagée par une enquête clandestine a été sauvée et placée en réserve à la Direction des Antiquités.
L'épave du Clementina reste un sujet d'intérêt archéologique important, fournissant des informations précieuses sur la construction navale locale et les pratiques maritimes de l'époque. L'identification reste à déterminer formellement.
L'épave repose à 20 mètres de profondeur, localisation 14° 44,478′ N, 61° 10,951′ O.

## Dahlia/ YMS 82

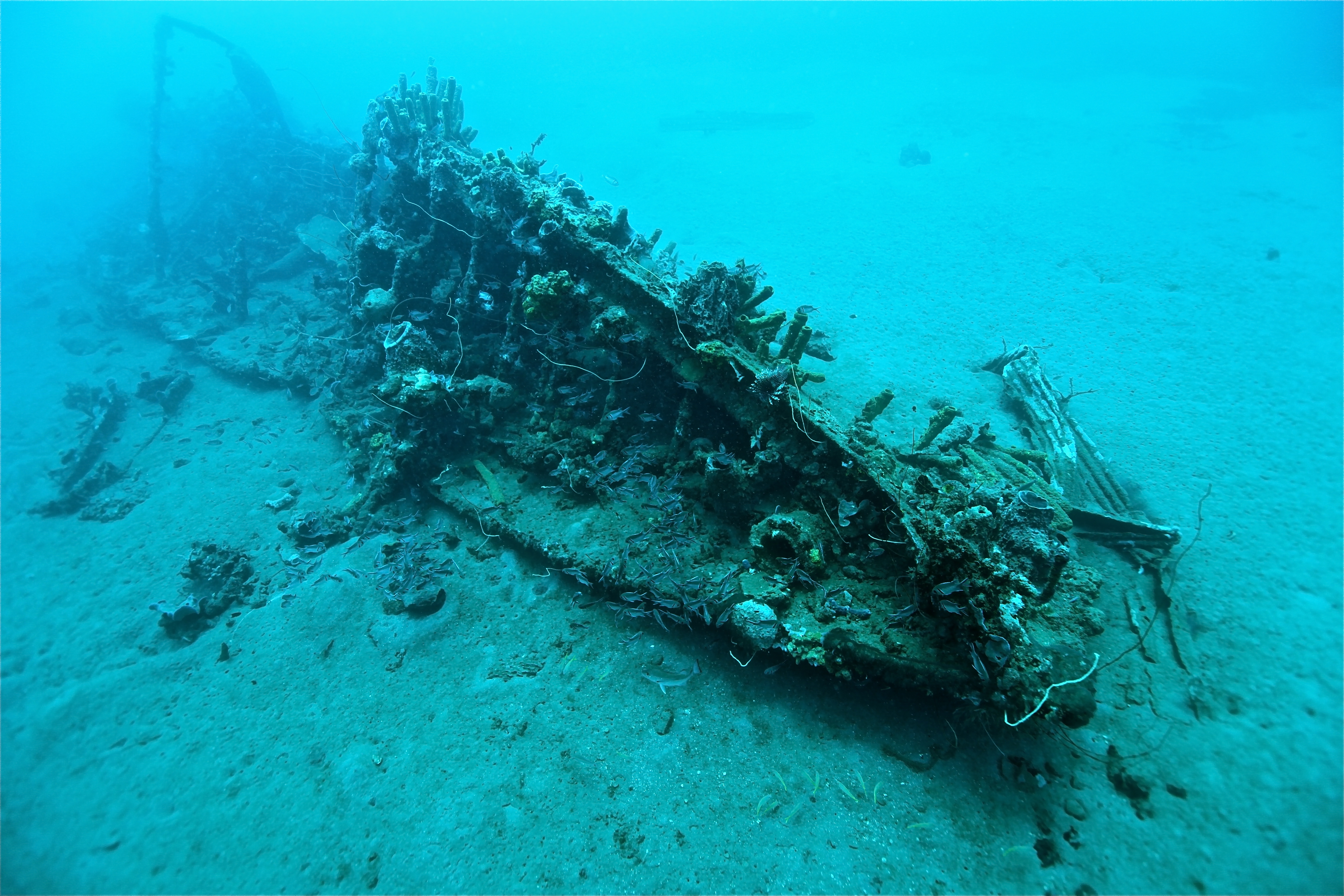
Le Dahlia en 2023.

Le Dahlia / Y.M.S. 82, un dragueur de mines de classe BYMS, a été mis en construction le 24 octobre 1941 au Stadium Yacht Basin de Cleveland et lancé le 13 juin 1942. Transféré à la marine française le 5 octobre 1944, il a été renommé Dahlia et a reçu le matricule D325 puis M645. Conformément à la tradition, le Dahlia porte un nom de fleurs comme tous les Y.M.S. Le 21 mars 1949, la marine française a définitivement acquis le Dahlia auprès de l’U.S. Navy, et le navire a continué sa carrière en tant que dragueur de mines.
Après la Seconde Guerre mondiale, les côtes françaises étaient jonchées de mines, et les dragueurs comme le Dahlia ont été intensivement engagés dans des opérations de déminage. En avril 1950, le Dahlia, accompagné des navires Genet, Pétunia et Zinia, a participé au déminage du port de La Pallice et au dragage des zones de pêche utilisées par les chalutiers rochelais. Par la suite, le Dahlia a été envoyé aux Antilles pour un service stationnaire, où il représentait la France. Il apportait une aide à la population locale en cas de catastrophes naturelles.
Le 29 janvier 1959, le Dahlia a été décommissionné et vendu aux Établissements Gouyer, une entreprise de matériaux de construction de Saint-Pierre. Le navire a alors été utilisé pour le cabotage entre les îles des Antilles, principalement pour le transport de matériaux. Alors qu'il était en rade de Saint-Pierre (Martinique) pour être transformé, des ouvriers ont accidentellement mis le feu à la coque en bois en utilisant maladroitement un chalumeau.
Dans son inventaire, le Groupe de Recherche en Archéologie Naval (GRAN) référence le bateau avec le fragment FR/M/1/A/019.

## Diamant

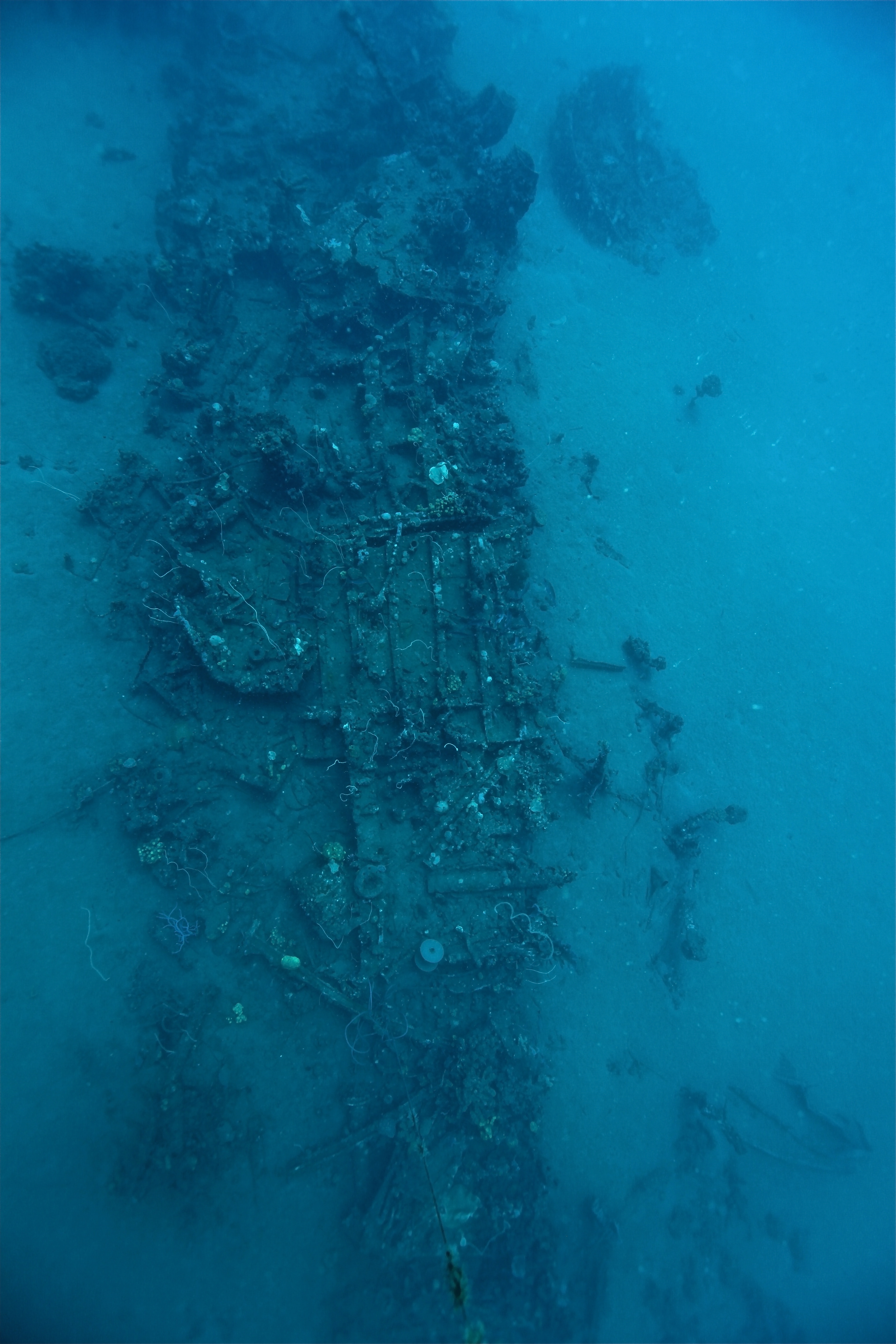
Le Diamant en 2023.

Le Diamant était un bateau à vapeur de 26 mètres de long et d'un tonnage de 30 t. Il était exploité par la "Compagnie des bateaux à vapeur" administré par Léon Girard,. Il faisait partie d'une flotte de cinq petits vapeurs qui assuraient le transport de passagers entre Fort-de-France et Saint-Pierre en Martinique. Le 8 mai 1902, le Diamant arrivait de Fort-de-France avec à son bord huit membres d’équipage et une trentaine de passagers. En s'alignant pour accoster au ponton de Saint-Pierre, le bateau réduisait sa vapeur lorsqu'une éruption de la montagne Pelée se produisit. Face au danger imminent, le commandant ordonna de faire machine arrière pour tenter d'échapper à l'explosion. Les habitants de Saint-Pierre se précipitèrent dans la mer pour monter à bord du Diamant. Les chaudières du navire, poussées à leur limite, explosèrent sous l'effort, et le bateau coula aussitôt.
Sur les trente passagers et huit hommes d'équipage lors du naufrage, seul le mousse Innocent Jean-Baptiste survécut. Son histoire a été rapportée par Césaire Philémon. « Le bateau faisait machine en arrière quand il a coulé avec lui « sans qu'il ait rien vu », ni sans qu'il se soit rendu compte de la façon dont « il s'était trouvé dans l'eau ». Il avait eu la présence d'esprit de « plonger à plusieurs reprises pour n'être pas brûlé dans la chute de cendres chaudes ». Mais il a senti que ses forces l'abandonnaient et a pu néanmoins « se diriger vers la côte et s'est trouvé tout à coup à sec ». Après quoi, il s'est rejeté à la mer et s'est maintenu sur une épave jusqu'à sa délivrance par le Suchet. Il s'est souvenu que l'eau était chaude lorsqu'il était tombé à la mer, mais comme la machine du Diamant venait de sauter, on ne peut raisonnablement induire de l'élévation de température de cette eau, qu'elle ait été le fait de la nuée ardente. »
L'épave du Diamant couchée à tribord repose maintenant à 30 mètres de profondeur. En plongé sous-marine, des superstructures en bois, il ne reste plus que les membrures qui soient visibles. Localisation 14° 44,326′ N, 61° 10,938′ O.

## Barge duDiamant
Remorquée par le Diamant, cette barge de 15 mètres sans moteur repose à 30 mètres de profondeur.

## FausseTeresa
L'épave du navire en bois orientée perpendiculairement à la côte semble ne pas porter une importante cargaison. C’était un voilier de 42 mètres avec trois-mâts. Il avait dans sa cargaison des tonneaux de ciment, du carrelage en terre cuite. Des cordages ont été retrouvés à bord.

## Roraima

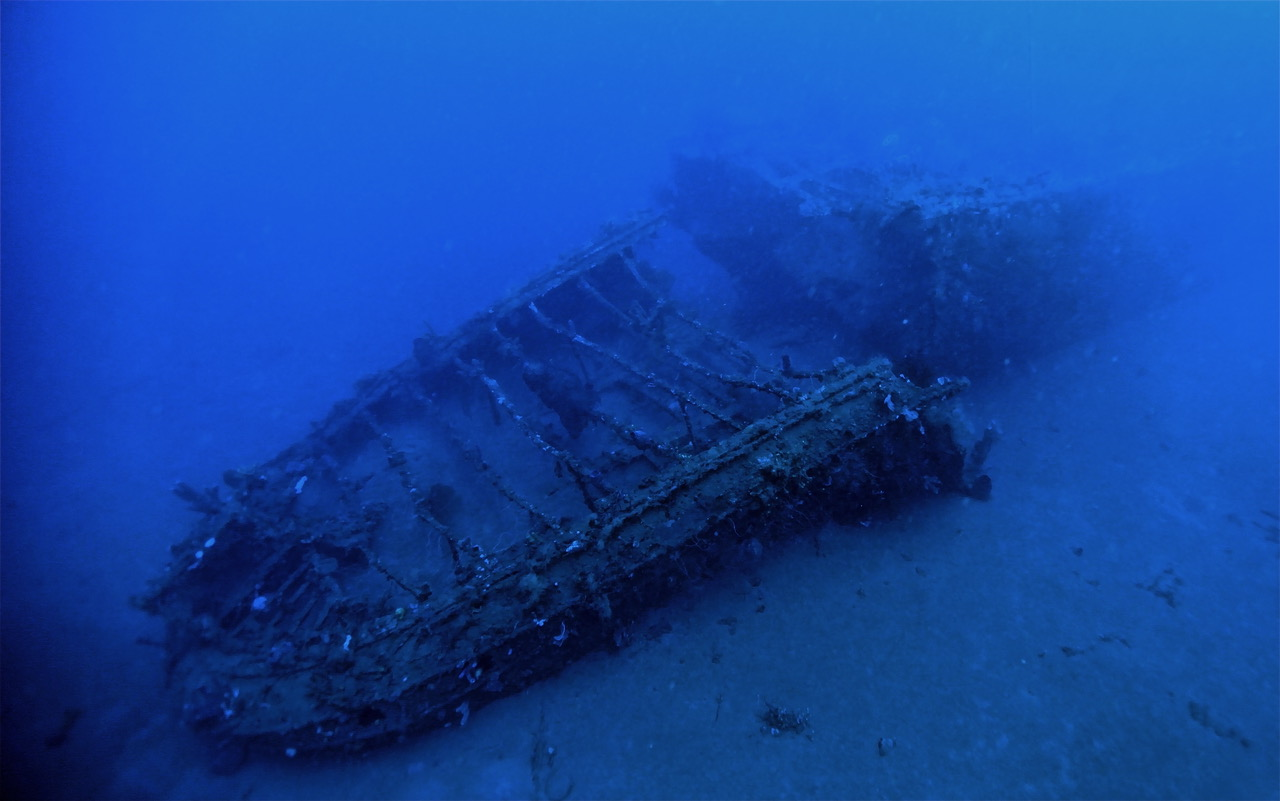
Le Roraima en 2023.

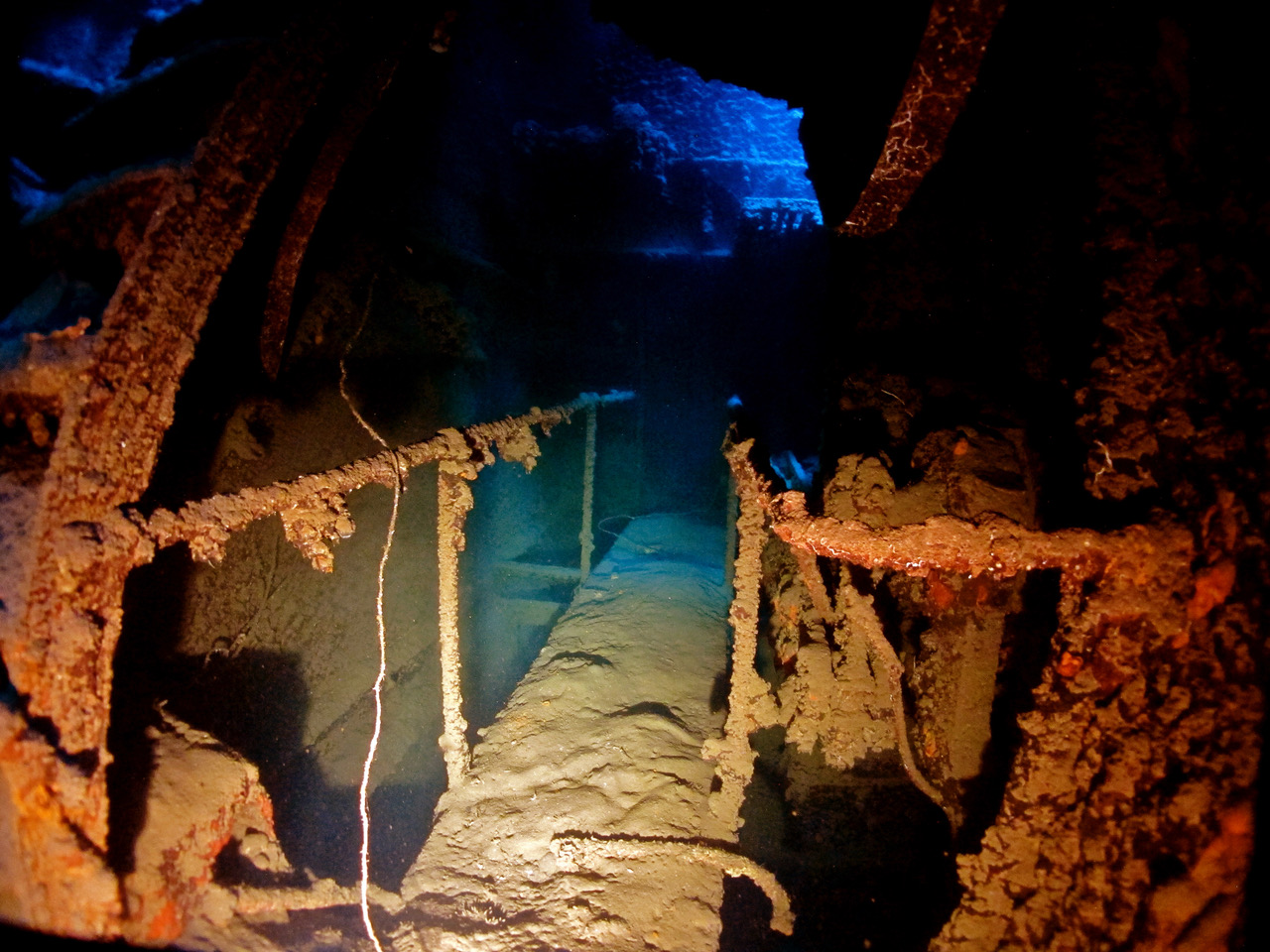
Le Roraima en 2023.

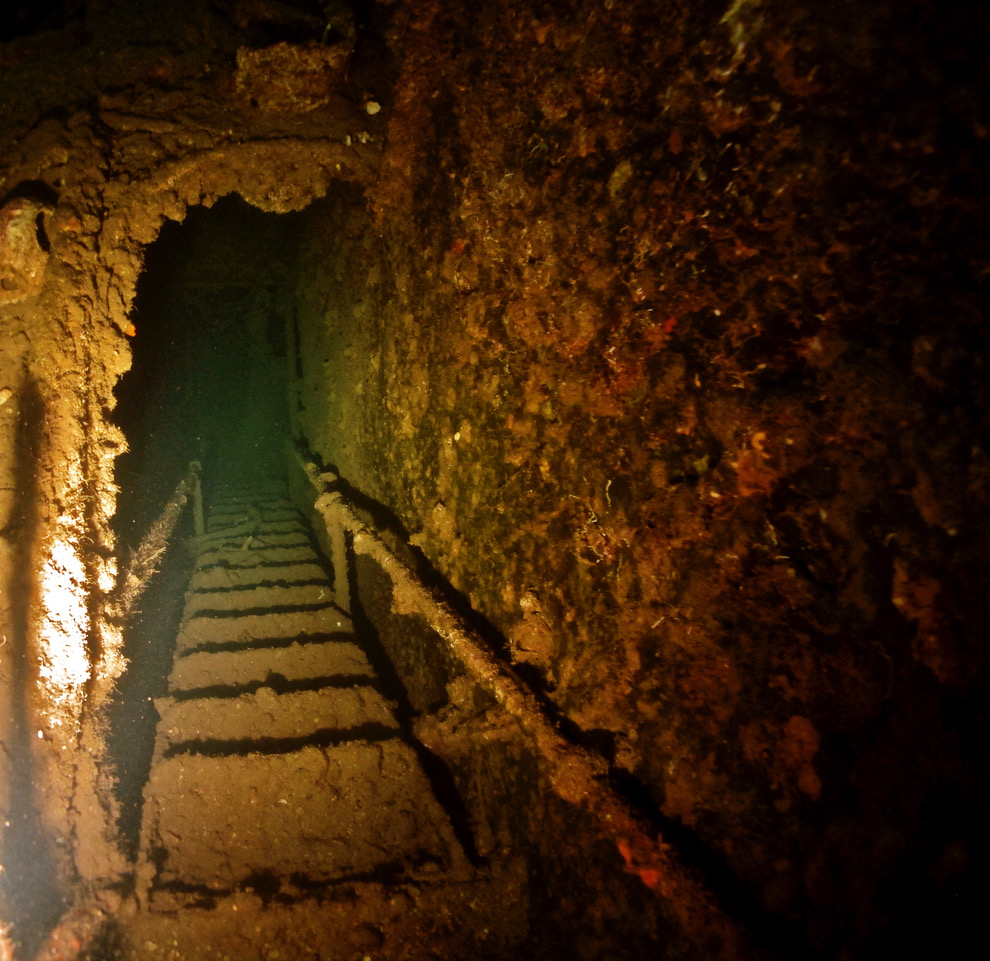
Le Roraima en 2023.

C'est un navire à vapeur mixte (capitaine Muggha) de 2 712 tonneaux de jauge brute, construit en 1883 sous le nom de Ghazee dans le chantier naval Aitken & Mansel, dans le district de Whiteinch à Glasgow, sur la rivière Clyde. Il fut lancé le 5 juin 1883. Le navire, construit en fer, mesurait 103,63 mètres de long, 11,64 mètres de large et avait un tirant d'eau de six mètres. Il était propulsé par des moteurs à vapeur basse pression à deux cylindres de John & James Thomson and Company of Glasgow, qui pouvaient produire jusqu'à 350 chevaux.
Le Roraima et sa cargaison de potassium continuèrent de brûler pendant 3 jours avant de sombrer le 11 mai 1902. Sur les soixante-huit personnes à bord, seules onze, la plupart grièvement blessées, ont survécu après avoir été transbordées par le navire français Suchet. Clara King, la nourrice noire de la riche famille Stokes de Brooklyn, a survécu avec Marguerite Hamilton Stokes (Rita), huit ans. La mère de Rita, Mary, ainsi que ses frères et sœurs Eric (4 ans) et Olga (3 ans) ont été tués. Les survivants restants étaient membres de l'équipage. Ils furent emmenés de Saint-Kitts à New York par le Korona.
L'épave repose entre 50 et 60 mètres de profondeur,. Localisation 14° 44,31′ N, 61° 11,048′ O
.

## Tamaya

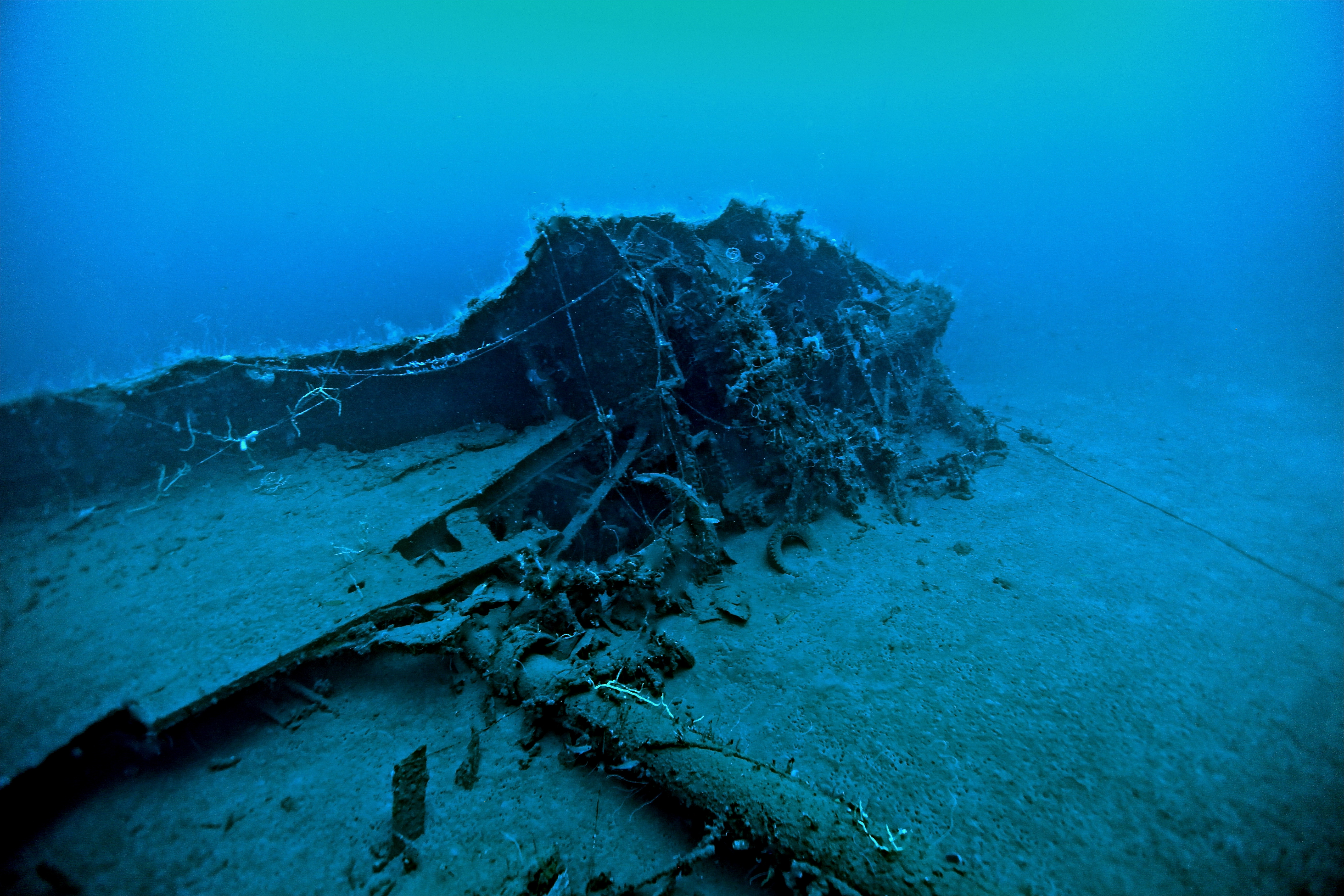
Le Tamaya en 2023.

Robuste cap-hornier, trois mâts carrés de 566 tonneaux de jauge brute, 162 pieds soit 52,80 mètres de long et 8,15 mètres de large. Il est en fer avec deux ponts. Construit en 1862 aux chantiers de Liverpool. Il a été immatriculé au long cours sous le numéro 356. Acheté en 1894 et armé par Pitre Rozier, armateur de Nantes. Parti de Nantes le 18 février 1902 pour la Martinique sous le numéro 106, il arrive à la Martinique le 27 avril 1902 et coule le 8 mai. Il sera rayé de l’effectif de la Marine Marchande le 21 juillet 1902.
Explorée pour la première fois le 21 mars 1983 par Marc Balssa, Thierry Cardix, Yvon Fredonie et Dominique Serafini,,, l'épave avait été identifiée la même année par le magnétomètre du bâtiment océanographique D'Entrecasteaux,.

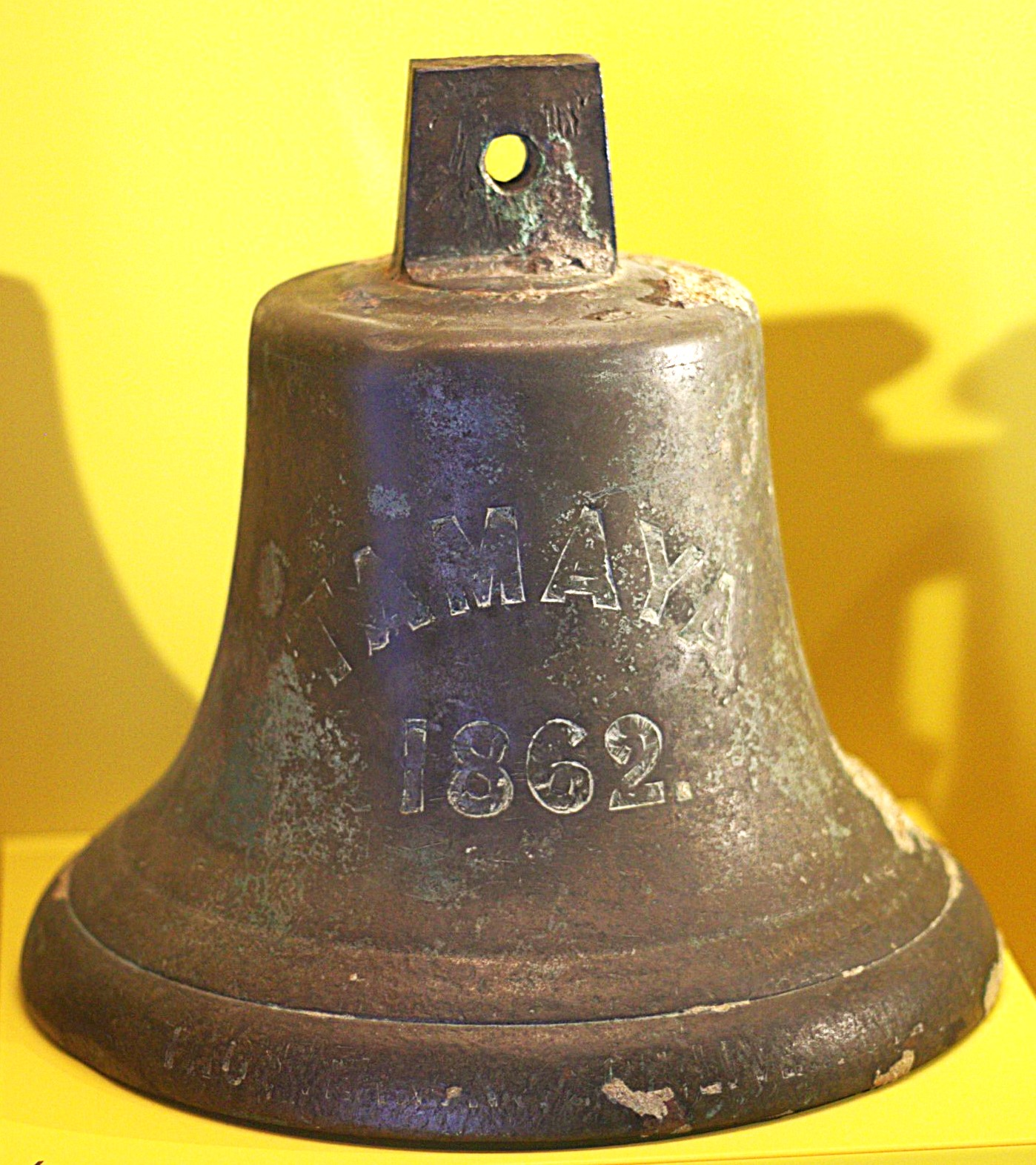
Cloche du Tamaya, 1862.

Un tableau du Tamaya a été réalisé par le peintre britannique J. & F. Tudgay, au milieu du XIXe siècle. Cette huile sur toile « Tamaya of Liverpool » représente le trois-mâts barque en mer selon deux vues du même navire. La vue principale est une bordée tribord, et la vue secondaire est vue depuis le quart tribord. Cette scène montre le navire lourdement chargé au large des Needles dans les approches de Southampton. Elle dépeint les détails du gréement et l'activité du pont. Pas moins de 8 membres d'équipage sont représentés, occupés à faire des préparatifs pour entrer dans le port. Le timonier est à la barre. Ce tableau montre les connaissances approfondies des Tudgay en matière d'équipement et d'équipement de bord. Le navire est représenté arborant le « Old Duster » - l'enseigne marchande britannique, depuis le mât arrière et le drapeau national d'une croix blanche (X) sur fond bleu depuis le mât principal. La figure de proue du navire en forme de jeune fille victorienne orne la proue avec un panneau arrière doré.
Le Tamaya est une des rares épaves de la rade à être identifiée puisqu'une cloche, portant l'inscription « Tamaya 1862 » a été retrouvée. Elle a été remontée à la surface en 1983 par Thierry Cardix, et Marc Balssa[réf. souhaitée]. Cette cloche a été remise au musée Frank-A.-Perret de la ville de Saint-Pierre.
L'équipage provenait de l'Île-aux-Moines :
- Théophile Mahéo, né le 30 août 1860 à l’Île-aux-Moines, commandant ;
- Charles Le Cerf, second capitaine ;
- Joseph Sujet, bosco ;
- Gabriel Le Ian, cuisinier ;
- Jean Goubeyre, Michel Gallard, Yacinthe Lab, Pierre Rouxel, J.-Marie Peyraud, Alexis Auvray, Frédéric Mallert, Pierre Gallapel, Raymond Crequier (mousse).

L'épave repose entre 78 et 85 mètres de profondeur à côté d'un tombant abyssal. Pour voir cette épave, il n'est pas possible de plonger classiquement avec de l'air, il faut utiliser des mélanges gazeux permettant de plonger à de telles profondeurs. Localisation 14° 44,18′ N, 61° 11,242′ O.

## Teresa Lo Vigo

Le trois-mâts italien Teresa Lo Vigo à Nantes, en 1900.

Voilier en bois avec une coque doublée de cuivre. Construit à Sestri (Italie) en 1874 d'une capacité de 585 tonneaux. Cargaison de fournitures de construction comprenant des carreaux, de la corde et du ciment en fûts. Au moment de la catastrophe, il se trouvait à 50 mètres de la côte, au bas de la rue d’Orange (extrême Sud de la ville).
Reposant maintenant dans la vase à une profondeur comprise entre 30 et 40 mètres. Il transportait du carrelage et divers matériaux de construction (corde, ciment en fûts, plomb pour canalisation) destinés à la ville de Saint-Pierre. Malgré son état de délabrement avancé, l'épave est encore complète avec sa cargaison, et une quantité significative de poteries, dont certaines montrent des signes de déformation par la chaleur.
Dans « La montagne Pelée et ses éruptions » Alfred Lacroix, rapport le témoignage de Jean-Louis Prudent mécanicien à bord de la Teresa Lo Vigo :
Vers 8 h, il vit partir du cratère une masse énorme, violacée, sans flammes, rasant la terre et se dirigeant vers la ville. L’obscurité se fit aussitôt. Prudent tomba à l’entrée du poste et fut recouvert par ses camarades projetés sur lui [...] Il n’a eu de brûlures qu’aux parties découvertes […] Prudent a insisté sur ce que l’eau de la mer n’était pas chaude et qu’il n’a senti aucune odeur spéciale. Avec une énergie rare, il s’est jeté à la mer, s’est cramponné à une barque vide, est parvenu à y faire rouler sa femme, sa bonne, la femme du capitaine et 9 matelots blessés (le capitaine était mort). Avec les plus grandes difficultés, il a pu se diriger vers Le Carbet, où il a été recueilli par le navire Suchet.
L'épave est située pratiquement parallèle à la côte. Elle a fait l'objet d'un sondage archéologique en avril et mai 1992, ce qui a permis d'enrichir les connaissances sur sa structure et sa cargaison. Les analyses du bois ont révélé la présence de différentes essences :
- Chêne à feuilles caduques (Quercus sp.) : utilisé pour la quille, les couples et le vaigrage.
- Épicéa ou mélèze (Picea sp. ou Larix sp.) : utilisé pour une planche appuyée le long de la quille.
- Épicéa (Picea sp.) : utilisé pour une planche de réparation du vaigrage.

L'épave constitue un site de plongée très prisé pour son « trésor » immergé (cordes lovées, bouteilles de vin, tonneaux de rhum), qui offre un témoignage poignant de l'histoire maritime et de la catastrophe naturelle qui a frappé la région. La relative profondeur de l'épave, autour de 40 mètres, en fait une plongée réservée aux plongeurs expérimentés. Localisation 14° 44,132′ N, 61° 10,9′ O
.

## Yacht italien /Nord-America
Le bateau n’a pas été formellement identifié ; il s'agirait d’un voilier trois-mâts barque de 558 tonneaux, construit à Buccari en 1881. Il battait pavillon italien avec comme port d'attache Castellamare di Stabia (Campanie, Italie). Chargeant pour Bordeaux, capitaine Cilento, 13 hommes d'équipage,.
Carène en bois doublé de cuivre, brisé en trois fragments, seule une partie du flanc tribord de l'avant a été conservée sur une longueur d'environ 10 mètres. Le bordé mesure 10 cm d'épaisseur, les membrures mesurent 23 × 22 cm, et le vaigrage mesure 10 cm d'épaisseur. À l'avant de l'épave se trouve un petit treuil, à côté d'une importante masse de concrétion de plus de 2 mètres de haut,.
L'épave repose sur une pente avec une inclinaison de 20 %, l'avant orienté vers le haut de la pente. L'axe de l'étrave est approximativement orienté à 10°. Des plaques de doublage en cuivre sont visibles sur le côté tribord. Les analyses des prélèvements de bois (bordé, membrure, vaigrage) ont révélé qu'ils sont en chêne, bien que la qualité de conservation n'ait pas permis d'en préciser l'origine. La forte section des pièces de charpente suggère qu'il s'agissait d'un voilier de commerce. Dans les années soixante dix où Michel Météry l'a décrit dans son ouvrage, comme en bien meilleur état, et il n'y a plus de trace aujourd'hui de la base des mâts qu'il décrivait précisément.
À proximité se trouve une grande caisse métallique.
L'épave repose à des profondeurs variant entre 20 et 40 mètres. Bien que le site soit en état de dégradation avancée, il offre encore de précieuses informations sur la construction navale en bois et le commerce maritime de l'époque. Localisation 14° 44,525′ N, 61° 10,919′ O.

## Autres navires disparus
D'autres navires étaient présents le jour de l'éruption volcanique. Ils n'ont à ce jour jamais été retrouvés.
Le Grappler, navire à vapeur anglais, commandé par A.J. Boreham, était assuré pour 531 000 USD. C'était l'un des deux steamers, avec le Campbell, spécialisés dans la réparation des câbles sous-marins qui maintenaient la ligne télégraphique Guadeloupe - Martinique. Ce navire, étant le plus proche de la côte, aurait été renversé avant de sombrer. Son épave n'a jamais été localisée. Il est connu qu'il transportait des câbles en cuivre, mais on raconte aussi qu'il était chargé de tout l'or de la ville et des riches planteurs qui s'apprêtaient à fuir. Le trésor du Grappler continue d'alimenter les imaginaires,.
Dans la rade, d'autres navires n'ont jamais été retrouvés ou identifiés comme l'Anna Morse, le Korona, ou l'Arama.
L’Adélaïde, un trois-mâts allemand qui provenait de Hambourg, et le voilier italien le Mario Virginia étaient aussi présents.
Le Sacrocuore di Pompei, voilier de Naples, 558 tonneaux, 14 hommes d'équipage, chargeant pour Marseille (armateur M. Lubrano à Marseille), était lui aussi dans la rade.
La Gabrielle, goélette française de la maison de commerce Knight, propriété du sénateur de la Martinique, était au mouillage devant les entrepôts de la place Bertin. Elle fut démâtée par une vague, puis, prenant de la bande, elle finit par couler. Ses haussières larguées, elle aurait dérivé entre deux eaux à cause des barriques vides de son chargement. Son second capitaine, Georges Marie-Sainte, a été transporté vivant à l’hôpital de Fort-de-France par le Suchet.

## Autres navires en lien avec la catastrophe
D'autres navires qui étaient dans la zone lors de l'éruption volcanique n'ont pas coulé.
Si le Diamant a coulé à Saint-Pierre lors de la catastrophe, le Rubis et le Topaze, deux autres bateaux assurant la liaison entre Fort-de-France et Saint-Pierre, ont été sauvés.
Le Belem, voilier très similaire au Tamaya, devait mouiller ce jour-là dans la rade. Le Tamaya était mouillé à l'emplacement prévu pour le Belem. Par manque de place, son capitaine, M. Chauvelon, a dû se résoudre à aller mouiller au Robert (Martinique),. Le navire sera couvert de cendres et de cailloux, les œuvres mortes subiront quelques dommages et seront recouvertes d'une boue caustique et consistante, aussi dure qu'un mortier. Après l'éruption, il portera secours aux rares rescapés de la catastrophe.

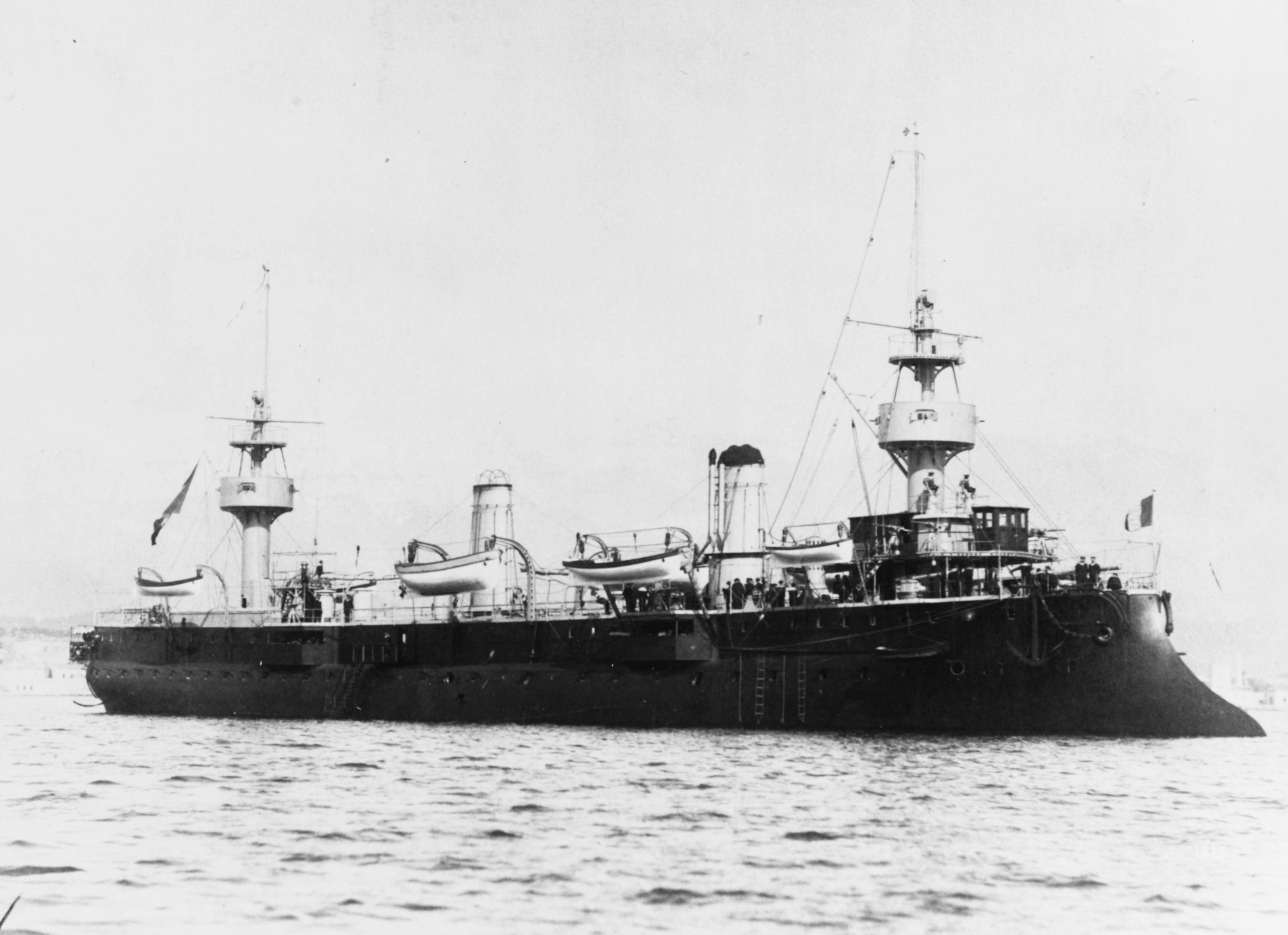
Le croiseur Suchet.

Le Suchet était un  croiseur protégé de la Marine nationale, lancé en 1893 à Toulon. Le Rubis, revenant de  Saint-Pierre, avertit à Fort de france l'équipage du Suchet que la ville était en feu. Le Suchet porta secours aux rescapés de la ville de Saint-Pierre à treize heures le 8 mai. Le capitaine de vaisseau Pierre Ange Marie Le Bris, commandant le Suchet, envoya un télégramme au ministère de la Marine, à Paris, le 8 mai 1902 à 21 h 55 : « Reviens de Saint-Pierre, ville complètement détruite par masse de feu vers 8 heures du matin. Suppose toute population anéantie. Ai ramené quelques survivants, une trentaine. Tous navires sur rade incendiés et perdus. Éruption volcan continue. Je pars pour Guadeloupe chercher vivres. »
Le Pouyer-Quertier, câblier français à huit milles de Saint-Pierre, ne subit que des dommages mineurs. Son commandant fit émettre le message suivant à 8 h 3 : « S.O.S. ST-PIERRE DETRUIT PAR ERUPTION MONTAGNE PELEE S.O.S. »
Le Roddam, commandé par M. Edward Freeman, était un navire britannique mouillé le plus au large dans la rade. Il a appareillé en voyant la nuée ardente tomber sur Saint-Pierre. Il est arrivé à Sainte-Lucie, île voisine, presque complètement calciné, avec seulement deux hommes à bord, le pont entièrement brûlé et le capitaine lui-même blessé. Aucun d'entre eux n'a survécu. À son arrivée, le commandant Freeman déclara : « Nous venons des portes de l'enfer ; vous pouvez télégraphier au monde qu'il n'y a plus une âme vivante à Saint-Pierre. »
Le capitaine napolitain du navire Italien l'Orsolina qui avait assisté au début de l’éruption et à l’engloutissement de l’usine Guérin connaissait le Vésuve et se méfiait du volcan. Malgré la menace de pénalités formidables, il fut sauvé par sa décision de lever l'ancre pour Nantes dans la nuit du 7 au 8 juin.

« Il s’en fut à la douane demander ses papiers pour lever l’ancre. « Impossible, lui répondit-on, votre chargement n’est point terminé, vos papiers ne sont pas prêts… » — « Eh bien ! je partirai sans papiers… »
On le menaça de pénalités formidables.
— Qui me les appliquera, dit-il. Vous ?… Mais, demain, vous serez tous morts !… »

La Bonne Mère pas été identifiée dans la rade. Seule la cloche avec l'inscription « Bonne Mère Paimpol 1878 » a été retrouvée par Sylvie Quemere le 15 janvier 2012 à trois mètres de profondeur sur la plage de la rade. La cloche est conservée pour restauration par la Direction régionale des Affaires culturelles,. Dans les archives maritime de Brest on peut trouver une référence de la vente de la Bonne Mère en Martinique le 5 juin 1890.

### Filmographie
- Fortune de Mer - Equipe Jacques-Yves Cousteau 1979